# Tarlo-River-Nationalpark
Der Tarlo-River-Nationalpark ist ein Nationalpark im Südosten des australischen Bundesstaates New South Wales, 134 km südwestlich von Sydney und ca. 40 km nordöstlich von Goulburn.
Der Nationalpark liegt am Mittellauf des Tarlo River, eines Nebenflusses des Wollondilly River im südlichen Tafelland von New South Wales. Im Park kann eine natürliche Flusslandschaft des Hochlandes mit Flussmäandern beobachtet werden.